# Жванчик (приток Днестра)
Жва́нчик (укр. Жванчик) — река на территории Украины, левый приток Днестра. Длина 107 км. Площадь водосборного бассейна 769 км². Уклон 1,9 м/км.
Берёт начало около села Клиновое Хмельницкого района Хмельницкой области. Течёт по территории Хмельницкого и Каменец-Подольского районов Хмельницкой области.
Долина V-подобная, шириной 30—300 км. Русло умеренно извилистое, шириной 3—5 м, до 10—35 м в низовьях, глубиной 0,3—1,7 до 2,4 м, частично зарегулировано и расчищено. В низовьях имеются пороги и водопады. Используется в целях рыболовства и отдыха.
Создано множество прудов.